# Ish Smith
Ishmael Larry "Ish" Smith (ur. 5 lipca 1988 w Charlotte) – amerykański koszykarz, występujący na pozycji rozgrywającego, od 2023 zawodnik Charlotte Hornets.
24 grudnia 2015 został wymieniony do Philadelphia 76ers, w zamian za dwa przyszłe wybory, drugiej rundy draftu. 8 lipca 2016 podpisał 3-letni kontrakt, wart 18 milionów dolarów z Detroit Pistons.
9 lipca 2019 został zawodnikiem Washington Wizards. 7 sierpnia 2021 dołączył do Charlotte Hornets. 10 lutego 2022 został wytransferowany do Washington Wizards. 6 lipca 2022 trafił do Denver Nuggets w wyniku wymiany. 24 października 2023 zawarł umowę z Charlotte Hornets.

## Osiągnięcia
Stan na 29 października 2023.
NCAA
- Zaliczony do II składu konferencji Atlantic Coast (2010)[8]

NBA
- Mistrz NBA (2023)[9]